# Океанографический парк Валенсии
Океанографический парк Валенсии (кат. L'Oceanogràfic) — это океанариум, расположенный на востоке Валенсии, Испания. На территории около 110 000 м² содержатся представители различных морских видов (общий объем воды во всех аквариумах составляет 42 млн л). Он относится к комплексу зданий, известному как Город искусств и наук. Крупнейший в Европе океанариум.

## Общая информация
L’Oceanogràfic является крупнейшим подобным комплексом во всей Европе и насчитывает 45 000 животных 500 различных видов, включая рыб, млекопитающих, птиц, рептилий, беспозвоночных, среди которых имеются акулы, пингвины, дельфины, морские котики, моржи, белухи, и другие — все они содержатся в девяти водных аквариумах в форме башен. Каждая башня состоит из двух уровней и представляет главные экосистемы планеты.
Парк разделён на десять зон. В морских зонах представлены обитатели Средиземноморья, полярных океанов Арктики, островов, тропических морей, морей умеренного климата и Красного моря. Помимо них в парке есть дельфинариум, аудитория с аквариумом Красного моря, зона мангровых зарослей и болот, и сад с более чем 80 видами различных растений.
Морская вода подаётся из Playa de la Malvarrosa, проходя все необходимые требования к качеству.